# دومينيك دوبوي
دومينيك دوبوي (بالفرنسية: Dominique Dupuy)‏ هو عالم نبات فرنسي، ولد في 16 مايو 1812 في Lectoure ‏ في فرنسا، وتوفي بنفس المكان في 23 سبتمبر 1885.